# Brandstads socken
Brandstads socken i Skåne ingick i Färs härad, ingår sedan 1974 i Sjöbo kommun och motsvarar från 2016 Brandstads distrikt.
Socknens areal är 20,83 kvadratkilometer varav 20,68 land. År 2000 fanns här 357 invånare.  Kyrkbyn Brandstad med sockenkyrkan Brandstads kyrka ligger i socknen. 

## Administrativ historik
Socknen har medeltida ursprung. 
Vid kommunreformen 1862 övergick socknens ansvar för de kyrkliga frågorna till Brandstads församling och för de borgerliga frågorna bildades Brandstads landskommun. Landskommunen uppgick 1952 i Vollsjö landskommun som 1974 uppgick i Sjöbo kommun. Församlingen uppgick 2002 i Östra Kärrstorps församling som 2010 uppgick i Vollsjö församling.
1 januari 2016 inrättades distriktet Brandstad, med samma omfattning som församlingen hade 1999/2000.  
Socknen har tillhört län, fögderier, tingslag och domsagor enligt vad som beskrivs i artikeln Färs härad. De indelta soldaterna tillhörde Södra skånska infanteriregementet, Färs kompani.

## Geografi
Brandstads socken ligger norr om Sjöbo. Socknen är en odlad slättbygd.

## Fornlämningar
Från stenåldern är lösfynd funna. Från järnåldern har möjligen ett gravfält överodlats. 

## Namnet
Namnet skrevs 1332 Brunstathä och kommer från kyrkbyn. Efterleden innehåller sta(d), 'plats; ställe'. Förleden innehåller mansnamnet Brun(i).